# Sheppard-Yonge (Toronto Subway)

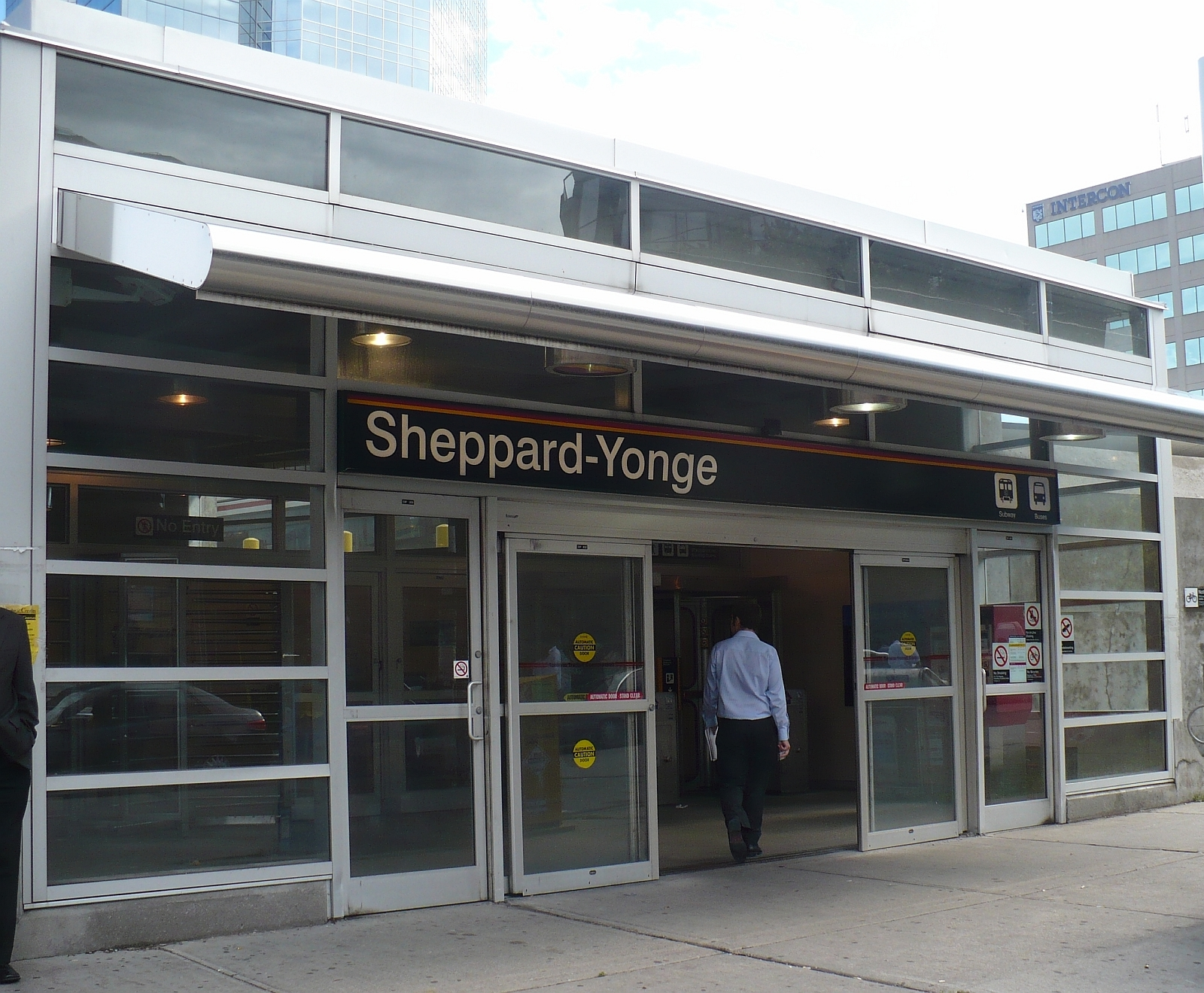
Eingang zur Station

Sheppard-Yonge ist eine unterirdische U-Bahn-Station in Toronto, an der Kreuzung von Yonge Street und Sheppard Avenue. Hier kreuzen sich die Yonge-University-Linie und die Sheppard-Linie der Toronto Subway. Die Station wird täglich von durchschnittlich 125.470 Fahrgästen genutzt (2018). Damit ist sie hinter Bloor-Yonge, St. George und Union die am vierthäufigsten frequentierte des gesamten Netzes.

## Station

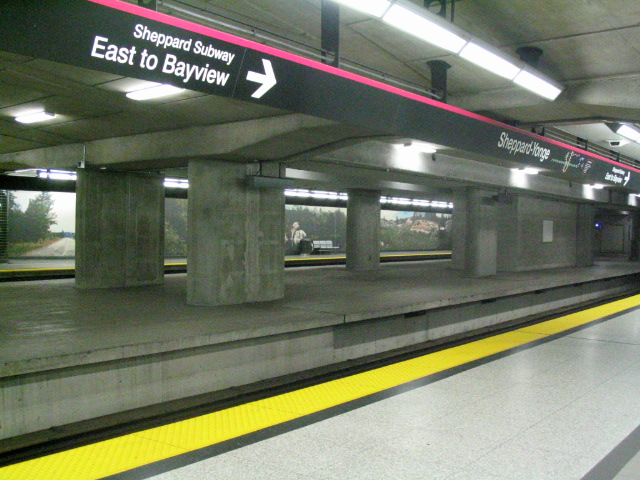
Sheppard Line mit ungenutztem Mittelbahnsteig

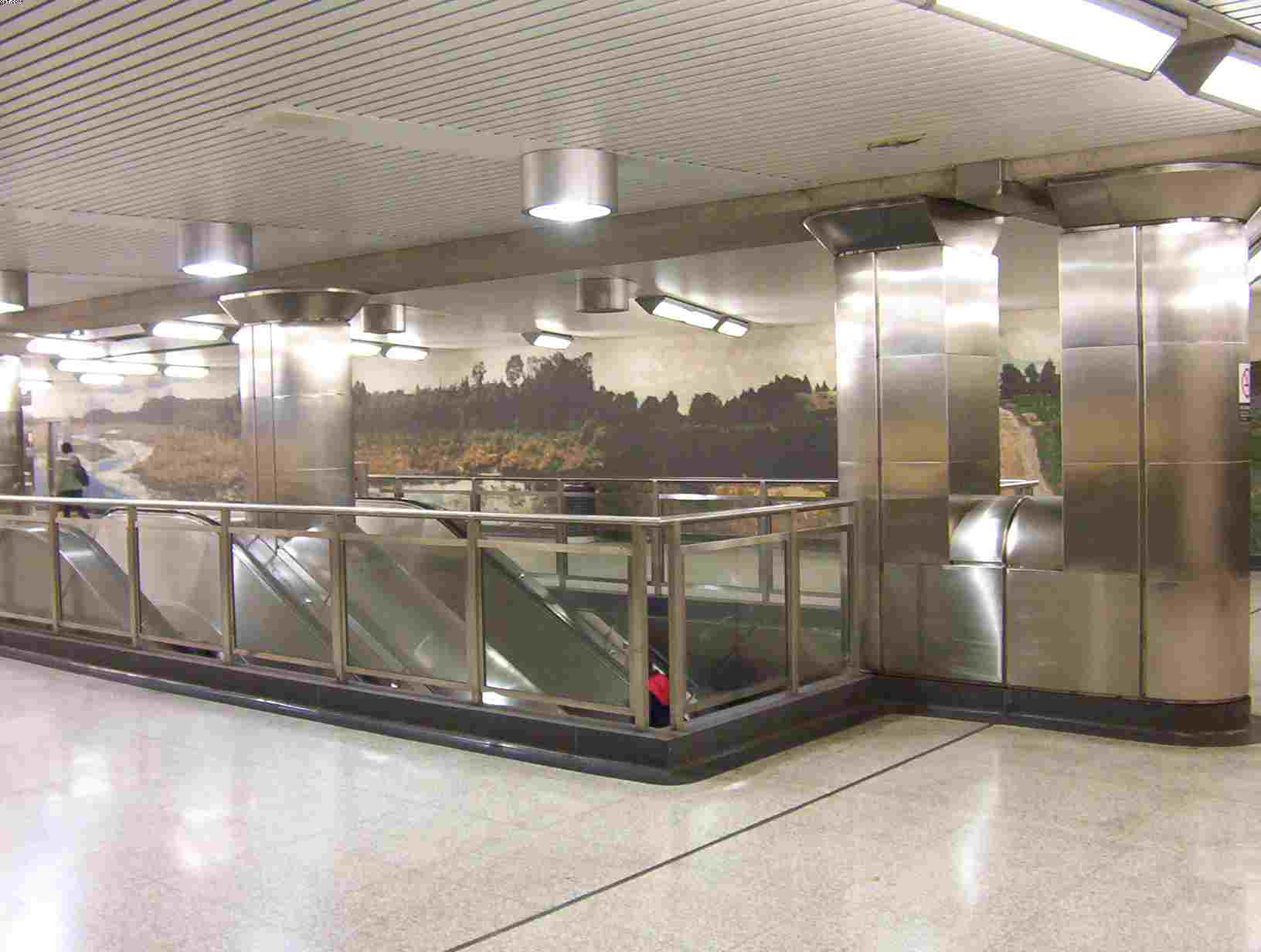
Rolltreppen und Wandbild Immersion Land

Die Station umfasst zwei kreuzweise angeordnete Gleisebenen. In der oberen Ebene verkehren die Züge der Sheppard Line von zwei Seitenbahnsteigen aus. Es gibt auch einen im Rohbau fertiggestellten Mittelbahnsteig. Sollte die Bedeutung der Station als Verkehrsknotenpunkt weiter zunehmen, könnte dieser im Sinne einer spanischen Lösung verwendet werden. Ein- und Aussteigen wären somit von beiden Seiten des Zuges aus möglich. Die Züge nutzen derzeit meist nur den südlichen Seitenbahnsteig; am nördlichen halten lediglich Züge, die anschließend außer Dienst gestellt werden. Im unteren Stationsteil hält die Yonge-University-Linie an einem Mittelbahnsteig. Es bestehen Umsteigemöglichkeiten zu fünf Buslinien der Toronto Transit Commission.
Müssen Züge oder Arbeitswagen zwischen den beiden Linien ausgetauscht werden, befahren sie von Süden her kommend eine Verbindungsstrecke, die zu einem Punkt 500 Meter westlich der Station unter der Sheppard Avenue führt. Dort ist auch genügend Platz vorhanden, um Züge in betriebsfreien Zeiten abzustellen. Eine bedeutend kürzere Verbindungsstrecke trifft von Norden her kommend unmittelbar östlich der Station auf die Sheppard-Linie.
Die obere Bahnsteigebene ist mit einem Kunstwerk von Stacey Spiegel namens Immersion Land verziert. Es handelt sich um ein Wandbild, dessen winzige Mosaikziegel jeweils aus verkleinerten Abbildungen zahlreicher Panorama-Digitalfotos bestehen. Von weitem betrachtet stellt das Kunstwerk eine ländliche Szenerie zwischen dem Ontariosee und North Bay dar. Je mehr man sich dem Bild nähert, desto verschwommener wirkt es. Symbolisiert wird damit die allmähliche Verstädterung der einst unberührten Gegend.

## Geschichte
Die Eröffnung der Station erfolgte am 30. März 1974, zusammen mit dem Abschnitt York Mills – Finch. Ursprünglich war vorgesehen, den gesamten Abschnitt von Eglinton nach Finch ein Jahr früher in Betrieb zu nehmen, doch länger andauernde Streiks machten eine Etappierung notwendig. Der Stationsname lautete zunächst Sheppard. Nach mehr als 15 Jahren Verzögerung begannen Ende 1998 die Bauarbeiten an der Sheppard-Linie. Der Abschnitt nach Don Mills ging am 24. November 2002 in Betrieb, am selben Tag erhielt die Station ihre heutige Bezeichnung Sheppard-Yonge. Im Endausbau sollte die Strecke im Westen bis nach Downsview und im Osten bis ins Zentrum von Scarborough führen, der Weiterbau unterblieb aber aus finanziellen Gründen.